# カッシナの戦い

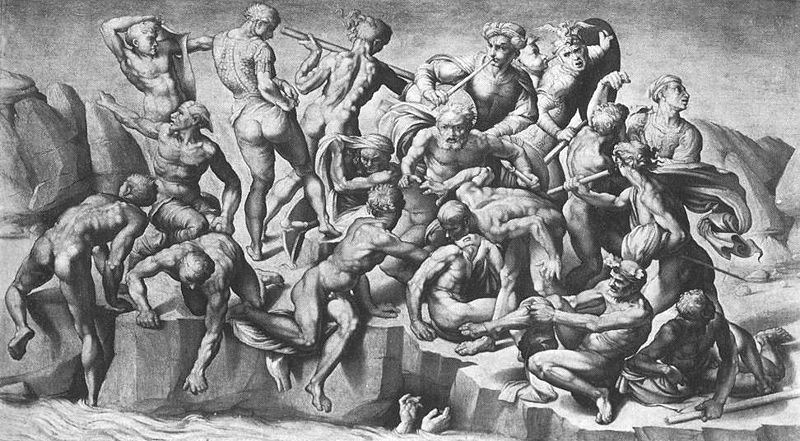
ミケランジェロによる「カッシナの戦い」下絵（サンガッロによる模写）

カッシナの戦い（カッシナのたたかい、イタリア語：Battaglia di Cascina）は、14世紀半ばのイタリアにて、フィレンツェ共和国軍とピサ共和国（en. cf. ピサ）軍の間で行われた戦いである。
この戦いを題材にした、ミケランジェロによる未完の作品の存在が知られる。日本語文献では「カッシーナの戦い」「カスチーナの戦い」と表記されることもある。

## 概要
1364年、司令官の病気と続く暑さのため、カッシナ（カーシナ）で休憩中のフィレンツェ共和国軍をピサ共和国軍が攻撃。結果、フィレンツェ側が勝利した。

## 創作作品
絵画
フィレンツェ共和国のピエロ・ソデリーニがミケランジェロにヴェッキオ宮殿の壁画『カッシナの戦い』を発注し、下絵は完成したものの実際に壁画の制作は行われなかった。その下絵は後に多くの芸術家によって勉強の為にコピーされ消耗し失われた。現在、バスティアーノ（アリストーテレ）・ダ・サンガッロによる模写が伝わっている。